# Artist vs. Poet
Artist vs. Poet är ett powerpop/rock/electronicaband från Texas, Dallas i USA. Bandet är kända för sina covers .

## Medlemmar
Nuvarande medlemmar
- Joe Kirkland - sång, piano, rytmgitarr (2011 - idag); rytmgitarr, bakgrundssång (2007 - idag)
- Jason Dean - bas, trummor (2007 - idag)
- Dylan Stevens - gitarr, bakgrundssång (2011 - idag)

Tidigare medlemmar
- Tarcy Thomason - sång (2007 - 2011)
- Craig Calloway - gitarr, bakgrundssångsång (2007 - 2011)
- Jeff Olson - gitarr (2007)
- Joe Westbrook - trummor, slagverk (2007 - 2010)
- Patrick Rigden - gitarr (2007)

## Diskografi
Studioalbum
- 2010: Favorite Fix
- 2012: Remember This
- 2013: Keep Your Secrets
- 2013:Remember This (Anniversary Edition)
- 2014: Sake Of Love

EP
- 2007: Alive Once Again
- 2008: Artist Vs. Poet
- 2009: Damn Rough Night
- 2011: Naughty Or Nice
- 2013: Sleep

Singlar
- 2009: Damn Rough Night
- 2011: Doin' Alright
- 2011: Wasn't Worth It
- 2012: The Remedy
- 2013: Keep Your Secrets
- 2014: Close To You
- 2014: Made For Me
- 2014: Love Back